# Ryota Hayasaka
Ryota Hayasaka (早坂 良太 Hayasaka Ryota?), född 19 september 1985 i Nara prefektur, är en japansk fotbollsspelare.
Hayasaka började sin karriär 2008 i Honda FC. 2010 flyttade han till Sagan Tosu. Han spelade 199 ligamatcher för klubben. 2017 flyttade han till Hokkaido Consadole Sapporo.